# Alta finanza
Alta finanza (Paper Money) è un romanzo thriller di Ken Follett del 1977. È una delle sue prime opere pubblicate, nonché il secondo e ultimo accreditato sotto lo pseudonimo di Zachary Stone, dopo Lo scandalo Modigliani scritto l'anno precedente.
Quest'opera, che precede di un solo anno La cruna dell'ago, primo importante successo di pubblico di Follett (e prima opera pubblicata col suo vero nome), è solitamente inclusa nel catalogo delle sue opere minori, anche se la complessità della struttura narrativa, il numero e la caratterizzazione dei personaggi e la riuscita rappresentazione del macroambiente (la swingin' London degli anni settanta) e dei microambienti correlati (la City, la malavita, la stampa) sono tipici delle sue opere più mature.